# Chinwendu Ihezuo
Chinwendu Ihezuo (ook wel Chinwe Ihezuo) (Lagos, 30 april 1997) is een Nigeriaans professioneel voetbalspeelster. Sinds 2019 speelt ze als aanvaller bij Henan Huishang F.C. in de Chinese vrouwenvoetbalcompetitie. Ze speelt ook voor het Nigeriaans vrouwenvoetbalelftal.

## Biografie

### Vroeger leven
Chinwendu Veronica Ihezuo werd op 30 april 1997 geboren in Ajegunle, Lagos, Nigeria. Ze bracht haar jeugd door in het getto van Lagos waar ze meestal met de jongens meevoetbalde. Haar ouders steunden haar toen ze begon te voetballen en haar moeder steunde haar door voetbaltruien te kopen op de lokale markt. Ajegunle heeft een aantal succesrijke Nigeriaanse voetballers voortgebracht. Ihezuo geeft nog steeds de voorkeur aan het trainen samen met jongens.

### Clubcarrière
Ihezuo speelde van 2012 tot 2014 bij Pelican Stars FC in Calabar. Daarna speelde ze van 2014 tot 2016 bij de Delta Queens in de Nigerian Women Premier League. In 2016 tekende Ihezuo een eenjarig contract bij BIIK Kazygurt in de Kazachse hoogste divisie. In haar eerste seizoen scoorde ze 16 goals in 20 wedstrijden. Ze speelde met haar team in de UEFA Women's Champions League 2016/17 waar ze op 23 augustus 2016 debuteerde in de kwalificatiewedstrijd tegen Wexford Youths, die met 3-1 gewonnen werd.

### Internationale carrière

#### Nigeriaans vrouwenvoetbalelftal U-17
Ihezuo maakte haar debuut bij het Nigeriaans vrouwenvoetbalelftal U-17 tijdens het Wereldkampioenschap voetbal vrouwen onder 17 - 2012 waar Nigeria uitgeschakeld werd in de kwartfinales. Ihezuo scoorde zesmaal, waarvan vijfmaal tegen Azerbeidzjan in de wedstrijd die door Nigeria met 11-0 gewonnen werd. Voor haar zes goals in het tornooi werd ze bekroond met de Silver Boot. In het Wereldkampioenschap voetbal vrouwen onder 17 - 2014 maakte Ihezo ook deel uit van het Nigeriaans elftal dat ook deze maal de kwartfinales haalde.

#### Nigeriaans vrouwenvoetbalelftal U-20
Ihezuo werd de eerste maal opgeroepen voor het Nigeriaans vrouwenvoetbalelftal U-20 (bijgenaamde de Falconets) in 2014 en speelde mee tijdens het Wereldkampioenschap voetbal vrouwen onder 20 - 2014 waarbij Nigeria nipt de finale tegen Duitsland verloor met 1-0.
Ihezuo scoorde zeven goals in de kwalificatie voor het Wereldkampioenschap voetbal vrouwen onder 20 - 2016 in Papoea-Nieuw-Guinea waar ze tweemaal scoorde. In september 2016 werd Ihezuo als een van de dertig speelsters opgeroepen voor het trainingskamp van de nationale ploeg in de voorbereiding van het Wereldkampioenschap voetbal vrouwen onder 20 - 2018.

#### Nigeriaans vrouwenvoetbalelftal
Na haar prestaties op het Wereldkampioenschap voetbal vrouwen onder 20 – 2014 werd Ihezuo opgeroepen voor het trainingskamp van het Nigeriaans vrouwenvoetbalelftal (de Falcons), met het oog op een mogelijke selectie voor het Afrikaans kampioenschap voetbal vrouwen 2014 in Namibië. Ihezuo werd ook opgeroepen bij de veertig spelers voor de nationale ploeg voor het Afrikaans kampioenschap voetbal vrouwen 2016 maar werd niet geselecteerd. Ihezuo speelde in het nationaal team op de All African Games 2015 in Congo waar ze een goal scoorde in de wedstrijd voor de derde plaats tegen Ivoorkust. Ihezuo won goud met het Nigeriaans vrouwenvoetbalelftal op het Afrikaans kampioenschap voetbal vrouwen 2018 en speelde met het nationaal elftal op het Wereldkampioenschap voetbal vrouwen 2019.